# Flagship Studios
Die Flagship Studios (FSS) waren ein 2003 gegründeter amerikanischer Spieleentwickler mit Sitz in San Francisco, Kalifornien. Weitere Unternehmensteile waren Ping0, ein Joint Venture mit dem koreanischen Spieleentwickler HanbitSoft und die Unternehmenstochter Flagship Seattle, die die Online-Plattform für Hellgate: London entwickelten. Wegen Finanzproblemen wurden die Flagship Studios und ihre Unternehmensteile im Juli 2008 geschlossen.

## Geschichte

### Gründung im Juli 2003
Im Juli 2003, kurz nachdem Bill Roper, die Brüder Max und Erich Schaefer und David Brevik, deren Namen mit den erfolgreichen Spieletiteln wie Warcraft, StarCraft und vor allem Diablo verbunden waren, den Spieleentwickler Blizzard Entertainment verlassen hatten, der in einer Phase der Reorganisation stand und von Vivendi Universal zum Kauf angeboten wurde, gründeten sie die Flagship Studios und verkündeten die Entwicklung ihres ersten Computerspiels, dessen Titel, Hellgate: London, im April 2005 bekanntgegeben wurde.

### Kooperationen und Entwicklung
Publisher für Hellgate: London waren für die USA, Nordamerika und Europa Electronic Arts und Namco Bandai Games America Inc. Namco, bis dahin nur im Konsolenbereich tätig, wollte mit der Kooperation in den PC-Spiele-Markt einsteigen, verwarf diesen Plan aber mitten in der Entwicklungsphase, so dass die Flagship Studios gezwungen waren, einen weiteren Unternehmensteil namens Ping0 zu gründen, der u. a. die Netzwerkanbindung für Hellgate: London und die Accountverwaltung übernehmen musste. Die Vermarktung in Südkorea übernahm der Spieleentwickler und Publisher HanbitSoft.
Am 14. Dezember 2006 wurde die Gründung des Tochterunternehmens Flagship Seattle bekanntgegeben, dass mit dem Joint Venture Ping0 an der Realisierung einer Online-Plattform für Hellgate: London beauftragt wurde. Das in der Entwicklung stehende Spiel Mythos diente dabei als Testplattform. Die Entwicklung von Hellgate: London wurde am 17. Oktober 2007 als abgeschlossen bezeichnet. Die Online-Plattform für Hellgate: London wurde am 31. Oktober 2007 offiziell freigegeben.

### Schließung im Juli 2008
Erste Gerüchte über eine Schließung der Flagship Studios tauchten Mitte Juli 2008 auf. Mitte August bestätigte Max Schaefer, Mitbegründer der Flagship Studios, dass die Firma praktisch geschlossen sei. Flagship-CEO Bill Roper und einige weitere Mitarbeiter würden lediglich noch rechtliche und finanzielle Aufgaben abarbeiten. Anschließend würde auch die rechtsgültige Schließung der Flagship Studios erfolgen.
Als Gründe für die Schließung wurden Finanzprobleme genannt, die eine Weiterentwicklung verhinderten. Als Gründe für die Finanzprobleme nannten Bill Roper und Max Schaefer unter anderem eine zu frühe Veröffentlichung von Hellgate: London und Fehlentscheidungen des Managements der Flagship Studios, die aber auch aufgrund von Problemen mit ihren Kooperationspartnern verursacht wurden.

## Spiele

### Hellgate: London
| Name             | Veröffentlicht   | Genre              |
| ---------------- | ---------------- | ------------------ |
| Hellgate: London | 30. Oktober 2007 | Action-Rollenspiel |

Hellgate: London ist ein Action-orientiertes Computer-Rollenspiel, das zum Teil aus der Egoperspektive oder der Third-Person-Perspektive gespielt werden kann. Es konnte die hohen Erwartungen von Spielern und Presse nicht erfüllen, was letztendlich zum Zusammenbrechen der Flagship Studios führte. Namco Bandai Games unterstützte den Online-Modus noch bis 31. Januar 2009.

### Mythos
Die Unternehmenstochter Flagship Seattle entwickelte das Computerspiel Mythos, ein MMORPG. Mit Mythos wurde anfänglich das Online-Netzwerk für Hellgate: London getestet. Die Entwicklung von Mythos wurde nach dem Zusammenbruch der Flagship Studios im Juli 2008 eingestellt und die Beta-Server abgeschaltet.
Max Schaefer, Travis Baldree und weitere Flagship-Mitarbeiter gründeten kurz darauf den Spieleentwickler Runic Games und entwickelten ein Mythos- und Diablo-ähnliches Spiel namens Torchlight.
Am 27. Oktober 2011 wurden die Mythos-Server komplett abgeschaltet. Ein Vertrieb in den USA ist damit auch hinfällig.